# Chariesthes nigroapicalis
Chariesthes nigroapicalis là một loài bọ cánh cứng trong họ Cerambycidae.